# Nüsenhöfen
Nüsenhöfen ist eine aus einer Hofschaft hervorgegangene Ortslage in Leichlingen (Rheinland) im Rheinisch-Bergischen Kreis.

## Lage und Beschreibung
Der Ort liegt östlich von Witzhelden an der Landesstraße L294. Da sich die Wohnbebauung entlang der Landesstraße zu beiden Seiten großflächig ausgebreitet hat und mit dem benachbarten Meie und dem Höhendorf Witzhelden zusammengewachsen ist, ist Nüsenhofen nicht mehr als eigenständiger Wohnplatz wahrnehmbar.
Weitere Nachbarorte sind Altenbach, Bern, Feld, Neuenhof, Bechhausen, Flamerscheid, Brachhausen, Höhscheid, Wersbach und Wersbacher Mühle. Bei Nüsenhofen befindet sich der Witzheldener Wasserturm.

## Geschichte
Im 18. Jahrhundert gehörte der Ort zum Kirchspiel Witzhelden im bergischen Amt Miselohe. Die Topographische Aufnahme der Rheinlande von 1824 und die Preußische Uraufnahme von 1844 verzeichnen den Ort als Nösenhoven bzw. Nüssenhoven.
1815/16 lebten 39 Einwohner im Ort. 1832 gehörte Nüsenhöfen dem Kirchspiel Witzhelden der Bürgermeisterei Burscheid an. Der laut der Statistik und Topographie des Regierungsbezirks Düsseldorf als Hofstadt kategorisierte Ort besaß zu dieser Zeit acht Wohnhäuser und zehn landwirtschaftliche Gebäude. Zu dieser Zeit lebten 36 Einwohner im Ort, allesamt evangelischen Glaubens.
Aufgrund der Gemeindeordnung für die Rheinprovinz erhielt 1845 das Kirchspiel Witzhelden den Status einer Gemeinde, schied aus der Bürgermeisterei Burscheid aus und bildete ab 1850 eine eigene Bürgermeisterei. Im Gemeindelexikon für die Provinz Rheinland werden 1885 zwölf Wohnhäuser mit 47 Einwohnern angegeben. 1895 besitzt der Ort 15 Wohnhäuser mit 86 Einwohnern, 1905 14 Wohnhäuser und 63 Einwohner.
Ab Mitte des 20. Jahrhunderts füllten sich die Baulücken mit den benachbarten Witzhelden und Meie. Am 1. Januar 1975 wurde die Gemeinde Witzhelden mit Nüsenhöfen in Leichlingen eingemeindet.